# Theon von Alexandria

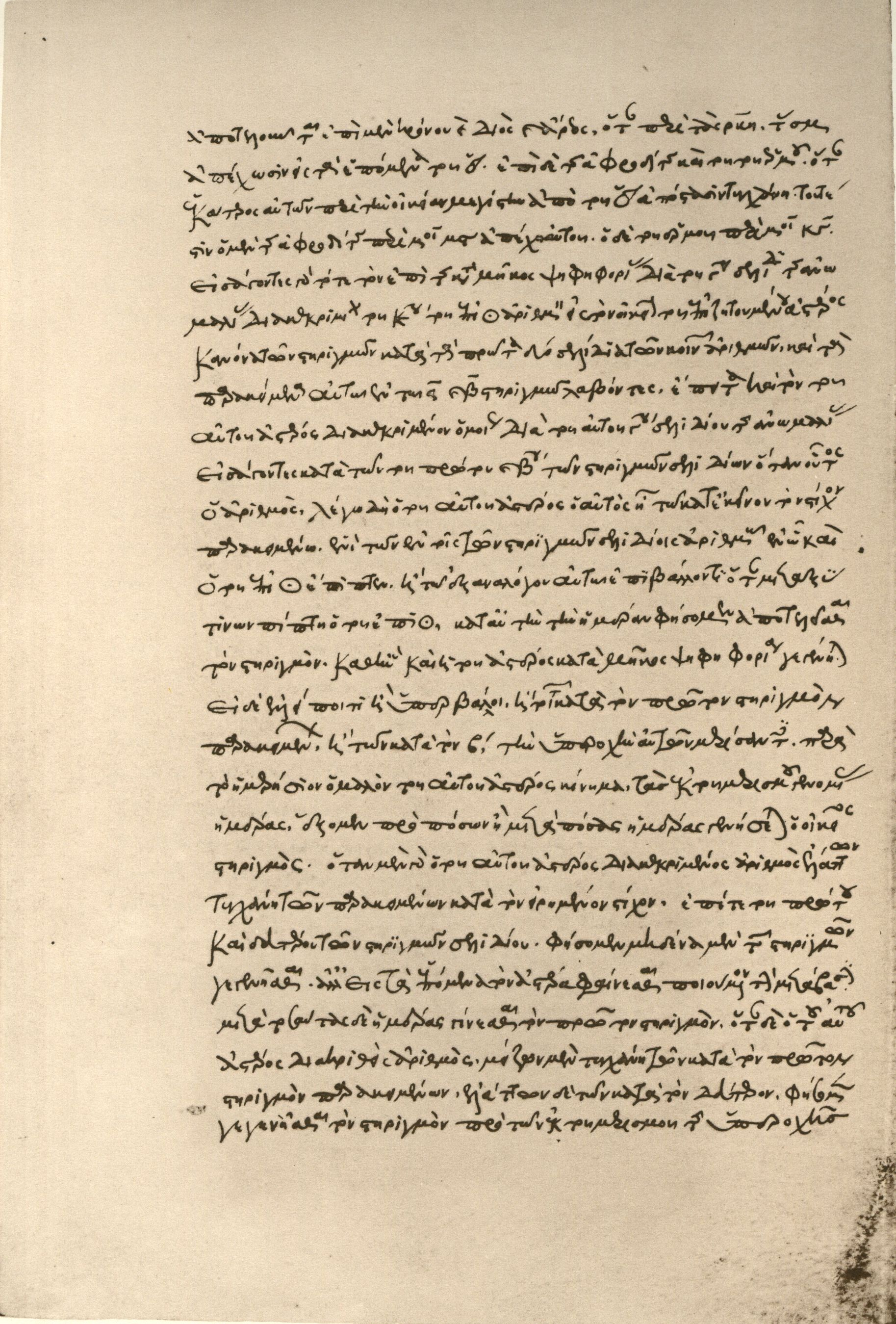
Theons Kommentar zu den Canones manuales (astronomischen Tafeln) des Klaudios Ptolemaios in der 1321/1322 geschriebenen Handschrift Rom, Biblioteca Apostolica Vaticana, Vaticanus graecus 175, fol. 52v

Theon von Alexandria (* wohl um 330/335; † wohl um 400) war ein Astronom und Mathematiker der Spätantike.
Theons Lebenszeit wird aus chronologischen Notizen in seinen erhaltenen Werken erschlossen. Nach seinen Angaben hat er die totale Sonnenfinsternis vom 16. Juni 364 in Alexandria beobachtet. Eine Gestirnkonstellation des Jahres 377 behandelte er als bevorstehend. Seine Tochter, die Mathematikerin, Astronomin und Philosophin Hypatia, wurde um 360 geboren. Das öffentliche Auftreten Hypatias im 5. Jahrhundert und ihren gewaltsamen Tod 415/416 scheint er nicht mehr erlebt zu haben; daher ist er wohl um die Jahrhundertwende gestorben.
Theon war in Alexandria als Lehrer der Mathematik und Astronomie tätig. In seinem Unterricht behandelte er die grundlegenden Werke Euklids und des Klaudios Ptolemaios. Nach den Angaben der Suda, einer byzantinischen Enzyklopädie, gehörte er dem Museion an. Er ist der letzte Gelehrte, über den dies berichtet wird. Ob das Museion damals tatsächlich noch bestand, gilt in der Forschung als zweifelhaft.
Theons bedeutendste Arbeit war die redaktionelle Herausgabe von Euklids Elementen um 364; alle Euklid-Übersetzungen, die man bis ins 19. Jahrhundert kannte, basierten auf seiner Bearbeitung. Ebenso bekannt sind seine insgesamt elfbändigen Kommentare zu Ptolemaios’ Almagest.
Der Mondkrater Theon Junior ist nach dem antiken Astronomen benannt.